# Наумов, Лев Александрович
Ле́в Алекса́ндрович Нау́мов (род. 3 июля 1982, Ленинград) — русский писатель, драматург, режиссёр, член Союза писателей Санкт-Петербурга и Союза российских писателей. Главный редактор книжного подразделения издательства «Выргород».

## Биография
Родился в Ленинграде 3 июля 1982 года. В 1999 году окончил физико-математический лицей № 239. В 2005 году с отличием окончил Санкт-Петербургский государственный университет информационных технологий, механики и оптики по специальности «прикладная математика». В 2007 году там же защитил кандидатскую диссертацию. В рамках научно-исследовательской работы долгое время сотрудничал с университетом Амстердама (Нидерланды), где в 2011 году получил ученую степень доктора философии. Автор около сорока научных публикаций на русском и английском языках, в том числе книжных изданий и книг.
В 2007 году организовал и возглавил творческое объединение «CAMEL Studio». В качестве сценариста и режиссёра Наумов снял несколько фильмов, наиболее известный из которых — документальная картина «Чтобы помнили Герострата», посвященная сценической судьбе пьесы Григория Горина «…Забыть Герострата!». С 2010 года — художественный руководитель Международного кинофестиваля «ArtoDocs».
При этом Лев неоднократно признавался, что главной для него является литературная деятельность. Автор крупной и малой прозы, статей, эссе и пьес. Лауреат всероссийских и международных литературных премий. Пьесы Наумова ставились в России и за рубежом. В частности спектакль «Геймеры» (по пьесе «Однажды в Маньчжурии») — на сцене московского театра «Школа современной пьесы». Кроме того, семь радиоспектаклей по произведениям Льва были выпущены на «Радио Культура» и «Радио России». Биограф режиссёра Андрея Тарковского и поэта Александра Башлачёва. Исследователь творчества Александра Кайдановского, Сэмюэля Беккета, Терри Гиллиама, Кристофера Нолана, Сергея Параджанова, Энди Уорхола, Алехандро Ходоровски, Дэвида Линча, Дени Вильнёва, Егора Летова, а также других деятелей культуры и искусств. Тексты Наумова публиковались в журналах «Звезда», «Нева», «Искусство кино», «Сеанс», «Аврора», «Невский альманах», «Волга — XXI век» и других, в газете «Петербургский дневник» и интернет-изданиях. Сотрудничал с периодическими СМИ в качестве колумниста. Художественные произведения переводились на китайский, турецкий и немецкий языки. В 2021 году в Германии вышла книга прозы Льва. Оригинальные тексты публиковались в изданиях Латвии и Ирландии.
С 2013 года Наумов преподает и выступает с публичными лекциями по вопросам культурологии, литературы и кино. Участвует в научных и методических конференциях с докладами по теории и практике искусства, в международных писательских программах, а также проводит творческие мастерские. Нередко выступает экспертом по вопросам использования искусственного интеллекта в художественных и творческих сферах.
В 2014 году увидела свет книга Льва «Шёпот забытых букв», включающая двадцать один рассказ и три пьесы. Предисловия к ней написали Юрий Арабов и Дмитрий Быков.
То, что Наумов уже сложившийся литератор, доказывают и его пьесы, в которых дух истории (все три написаны на историческом материале) вполне лиричен. Доказывает и проза — рассказы чем-то напоминают моего любимого Эдгара По, особенно «Магазин Фортуны». Мне нравится то, что делает Лев Наумов. И вдвойне нравится то, к чему он стремится.
Из предисловия Юрия Арабова к книге «Шёпот забытых букв».

Лев Наумов представляется мне одним из самых перспективных и талантливых сегодняшних драматургов. Его проза кажется мне не менее интересной — в жанре короткой философской новеллы он демонстрирует профессионализм и зрелость, которые никак не позволяют назвать его молодым литератором. Пьесы и рассказы Наумова — в первую очередь умные, а это сегодня самый редкий и драгоценный комплимент.
Из предисловия Дмитрия Быкова к книге «Шёпот забытых букв».

Книга была удостоена Царскосельской художественной премии, вошла в длинные списки премий «Национальный бестселлер» и «Ясная поляна», а также вызвала интерес критиков и филологов.
В 2016 году Лев был принят в Союз писателей Санкт-Петербурга. Член бюро секции прозы Союза писателей Санкт-Петербурга с 2017 года. В 2020 году был принят в Союз российских писателей. Член бюро секции прозы Союза российских писателей с 2024 года.
В 2018 году вышла книга Наумова «Гипотеза Дедала», включающая двадцать три рассказа. Мнения о книге:
Книга Льва Наумова замечательна тем, что это подлинная русская проза, которая традиционно замешана на западной философии. Усвоение западной философии как некой органики – неотъемлемая особенность нашей классической литературы, традиции которой продолжает и развивает «Гипотеза Дедала».
Борис Аверин, доктор филологических наук, профессор СПбГУ.

«Гипотеза Дедала» – крепкий сборник с интригующей борхесовской интонацией и неожиданными изворотами сюжета. На мой взгляд – удачная книга.
Павел Крусанов, писатель.

Миры этой книги буквально напитаны ароматами слов, написанных до и оставшихся навечно в хранилищах Вселенской Библиотеки. И выписаны эти миры так изящно, как натюрморты, в лучших образцах которых больше подлинной жизни, чем в иных эпических полотнах…
Петр Алешковский, писатель, лауреат премии «Русский Букер» (2016).

Книга привлекла внимание филологов, критиков и книжных блогеров, а также вошла в длинный список премии Аркадия и Бориса Стругацких. Включённый в неё рассказ «Телега» вошёл в короткий список XV Международного Волошинского конкурса.
В 2020 году вышла монография, посвящённая творчеству и художественному миру Наумова.
В 2021 году увидел свет роман «Пловец Снов». В качестве эпиграфа для него были выбраны слова психолога, пионера сомнологии Аллена Рехтшаффена: «Величайший открытый вопрос науки – в чём смысл сна». Мнения о книге:
Очень неожиданная и необычная книга. Я всегда считал, что писать роман о писателе скучно и бесперспективно, однако Константин Вагинов с «Трудами и днями Свистонова», а также этот текст Наумова наглядно опровергают моё измышление. Книга увлекает, затягивает и даже больше — засасывает не хуже вакуумного насоса.
Павел Крусанов, писатель.

От повествования, которое начинается с точки, можно ждать всего что угодно. Но даже самый взыскательный знаток литературных сюжетов не догадается, куда и какими путями заманит его «Пловец Снов», петербургский роман последнего времени.
Сергей Носов, писатель, лауреат премии «Национальный бестселлер» (2015).

Роман вызвал реакцию критиков, книжных блогеров и филологов. Сам автор неоднократно высказывался и комментировал книгу в публичных выступлениях и интервью. Со своим романом Наумов принял участие в документальном фильме «Протестую! Достоевский бессмертен!», посвящённом двухсотлетнему юбилею писателя.
В 2022 году вышла книга «Итальянские маршруты Андрея Тарковского» — фундаментальный труд более чем в тысячу страниц, представляющий собой систематическое исследование творческой работы режиссёра в ситуации, когда он оказался оторванным от национальных корней. Иными словами, в эмиграции. За эту работу Лев был удостоен Литературной премии имени Н. В. Гоголя. В предисловии к книге киновед Андрей Плахов пишет:
При том, что о Тарковском написано рекордно много, Лев Наумов находит совсем неожиданные, иногда парадоксальные входы в художественный мир главного героя книги... Наумов прав, позволяя себе некоторый волюнтаризм и собственную трактовку сюжета жизни мастера. Ведь он пишет для читателей XXI века, которые открывают «своего» Тарковского, отличного от того канонического, каким он виделся современникам. С другой стороны, в этом сюжете присутствует энигматичный, даже мистический элемент: это одна из причин, почему личность и творчество режиссёра продолжают интриговать и волновать по сей день. Не снимая покров тайны, книга позволяет если не постичь их, то ощутимо к ним приблизиться и прикоснуться.

Мнения о книге:
Киноведческий травелог Льва Наумова — исчерпывающий путеводитель не только по географии и топонимике Андрея Тарковского, но и по внутренним, скрытым, не обнаружимым на карте маршрутам его фильмов. Исходя из «Ностальгии» как вершинной точки творчества режиссёра, автор увлекательного исследования у нас на глазах превращает русского художника в универсальную ренессансную фигуру, родиной которой может быть лишь одна страна в мире — Италия. Окно в европейскую культуру, счастливый билет в виде венецианского «Золотого льва», фестивальные успехи и прокатные сложности, переклички с художественным миром Возрождения и творческое партнёрство с Тонино Гуэррой — индивидуальные черты биографии Тарковского. Они вырастают на страницах книги в ёмкую историю итальянского искусства в необычном диалоге с русским, в летопись кинематографа второй половины XX века, в поэму об извечной тоске по невозможному пути «от молодых ещё воронежских холмов к всечеловеческим, яснеющим в Тоскане».
Антон Долин, кинокритик, главный редактор журнала «Искусство кино» (2017—2022).

Наумов инициировал в издательстве «Выргород» серию переводной художественной литературы, в которой выходят общепризнанные мировые шедевры, никогда прежде не публиковавшиеся на русском языке. Серия получила неформальное название «Библиотека Сизифа».

## Награды и премии
- Лауреат Всероссийского драматургического конкурса «Действующие лица»[95] (2009) за пьесу «Однажды в Маньчжурии».
- Лауреат Международного конкурса драматургии «ЛитоДрама» (2011) за пьесу «…Ergo Sum».
- Лауреат Царскосельской художественной премии[96] (2014) за книгу рассказов и пьес «Шёпот забытых букв».
- Лауреат Литературной премии имени Н. В. Гоголя[93] (2023) за книгу «Итальянские маршруты Андрея Тарковского».